# Скулптура Свето Тројство у Бајмоку
Скулптура Свето Тројство у Бајмоку, као први јавни споменик у Бајмоку, саграђен је 1878. године. Споменик представља непокретно културно добро као споменик културе.
Споменик је подигла породица Волф из Бајмока. Налази се у центру Бајмока. До четрдесетих година овог века налазио се испред католичке цркве св. Петра и Павла. Серијски израђене скулптуре у пешчару изведене су у занатској радионици сакралних скулптура у Будимпешти, у стилу прелазног барока ка класицизму. Правоугаони постамент је постављен на тростепени приступни плато. Изведен је са касетама за текстове и у равној профилацији. Постамент носи четири скулптуре у пешчару: Безгрешно зачеће, св. Павла, св. Петра и св. Ивана Крститеља, постављене око централног квадратног стуба, који се завршава равном профилацијом, и носи скулптуре: Оца, Сина и Св. Духа.
Споменик културе има културно-историјски значај. Први је јавни споменик у Бајмоку и сведочи о ангажовању богатијих породица с краја 19. века у подизању сакралних јавних споменика. Иако серијски занатски рад, скромних уметничких квалитета, ова групна скулптура била је главни акценат на сеоском тргу фомираном у 19. веку.